# Segundo Sol
Segundo Sol é uma telenovela brasileira produzida e exibida pela TV Globo de 14 de maio a 9 de novembro de 2018 em 155 capítulos. Substituiu O Outro Lado do Paraíso e foi substituída por O Sétimo Guardião, sendo a 14.ª “novela das nove” exibida pela emissora. 
Escrita por João Emanuel Carneiro, com colaboração de Márcia Prates, Fábio Mendes, Lílian Garcia e Eliane Garcia, teve direção de Cristiano Marques, Noa Bressane, Marcelo Zambelli, Ricardo Spencer, Carla Bohler e André Barros. A direção geral foi de Maria de Médicis e a direção artística de Dennis Carvalho.
Contou com Giovanna Antonelli, Emílio Dantas, Deborah Secco, Adriana Esteves, Fabíula Nascimento, Vladimir Brichta, Luísa Arraes, Danilo Mesquita, Chay Suede e Letícia Colin nos papéis principais.

## Enredo

### Primeira fase
Em Salvador, no ano de 1999, Beto Falcão (Emilio Dantas) é um cantor de axé que fez muito sucesso nos blocos carnavalescos da capital baiana, mas há alguns anos experimenta o gosto do esquecimento. Quando está prestes a fazer um show em Aracaju, acaba se atrasando e perdendo o voo. O avião em que iria embarcar cai no mar, e Beto é dado como morto pela imprensa. Pela inesperada comoção nacional, o cantor é convencido pelo irmão e empresário, Remy (Vladimir Brichta), e pela namorada, Karola (Deborah Secco), a não se revelar vivo e a passar um tempo na fictícia ilha de Boiporã, um paraíso com poucos habitantes.
Na pequena ilha vive Luzia Batista (Giovanna Antonelli), uma bela marisqueira que cria os dois filhos pequenos Ícaro (Thales Miranda) e Manuela (Rafaela Brasil). Beto, com um novo visual, se apresenta a Luzia como "Miguel" e os dois, pouco a pouco, se apaixonam. No entanto, Karola logo descobre o caso, encontra Luzia, e mente dizendo a ela que está grávida de Miguel. Além disso, recebe a ajuda de sua mentora Laureta (Adriana Esteves), uma cafetina de luxo famosa em Salvador, para encontrar e trazer de volta à ilha Edilei (Paulo Borges), ex-marido de Luzia, um homem alcoólatra e violento.
Para complicar a situação, Luzia descobre que está grávida de Miguel. Ela marca um encontro para revelar tudo ao amado, mas, supreendentemente, Edilei ataca o casal e acerta Miguel na cabeça, que cai desacordado. Defendendo Miguel e a si mesma, Luzia empurra o ex-marido, que acaba se desequilibrando e caindo de um penhasco. Ao acreditar que Miguel está morto, ela é convencida por Karola a se esconder da polícia na casa da curandeira Januária (Zeca de Abreu) e encaminhar os filhos para que sua irmã, a empregada doméstica Cacau (Fabiula Nascimento), possa cuidar deles em Salvador. Na realidade, Miguel/Beto está em coma, aos cuidados de Karola e Laureta. 
Ainda confiando em Karola, Luzia desmaia no momento do parto do seu filho e, ao acordar, a golpista mente dizendo que o bebê nasceu morto. Após o acontecimento, Luzia é encontrada pela polícia, presa e, por mando de Laureta, é quase assassinada no presídio. Com a ajuda de Groa (André Dias), seu melhor amigo, Luzia consegue fugir da prisão para se esconder em outro país, na Islândia, angustiada por estar deixando para trás os filhos. Cacau segue criando seu sobrinho, Ícaro, porém, para a decepção da irmã, acaba entregando Manuela à adoção do casal Edgar (Caco Ciocler) e Karen (Maria Luisa Mendonça), membros da rica família Athayde, para quem trabalhava. Já Miguel/Beto, ao acordar do coma e descobrir que Luzia desapareceu, se casa com Karola para criar o bebê Valentim, o verdadeiro filho dele com Luzia, cujo Karola raptou e o apresenta como seu. Depressivo, Beto decide continuar vivendo como Miguel e, junto com Karola, nunca conta à Valentim sua real identidade.

### Segunda fase
Dezenove anos se passam, e, em 2018, Beto Falcão é adorado como um ídolo por toda Bahia e principalmente por Valentim  (Danilo Mesquita), que nem imagina que o padrasto "Miguel" é seu próprio pai. Quem mais lucra com isso tudo é Karola, que cada vez mais promove a imagem de seu "falecido" marido. Na Islândia, Luzia, agora como Ariella, se tornou uma DJ de sucesso, e decide que chegou o momento de voltar ao Brasil para reconquistar o amor de seus filhos. Da parte deles, Ícaro (Chay Suede) tornou-se um jovem rebelde que briga constantemente com a tia, e, ambicioso, acaba caindo nas garras de Laureta, que o introduz à prostituição. Já Manuela (Luisa Arraes) não se dá bem com a família adotiva, e busca auxílio no abuso de drogas. Usando de identidades falsas, Luzia consegue se aproximar dos filhos, mas ainda sente medo de revelar à verdade devido à forte rejeição que sentem em relação à mãe. Paralelamente, se reencontra com Miguel. A situação enfurece Karola, que teme que tudo seja descoberto em relação à Valentim, por quem se tornou uma mãe apegada e protetora. Ao mesmo tempo, Ícaro e Valentim se apaixonam pela mesma mulher, a jovem prostituta Rosa (Leticia Colin), sem saber que são irmãos.

## Elenco
| Intérprete           | Personagem                                                  |
| -------------------- | ----------------------------------------------------------- |
| Giovanna Antonelli   | Luzia Batista / Ariella Arlesisla / Silvia                  |
| Emilio Dantas        | Roberto Yunes Falcão (Beto Falcão) / Miguel Falcão / Marçal |
| Deborah Secco        | Caroline Figueiredo Falcão (Karola)                         |
| Adriana Esteves      | Laura Bottini Maranhão (Laureta) / Divinéia dos Santos      |
| Vladimir Brichta     | Remy Yunes Falcão                                           |
| Letícia Colin        | Rosa Câmara                                                 |
| Chay Suede           | Ícaro Batista                                               |
| Danilo Mesquita      | Valentim Batista Figueiredo Falcão                          |
| Luisa Arraes         | Manuela Batista Athayde (Manu)                              |
| Fabrício Boliveira   | Roberval dos Santos Athayde                                 |
| Fabiula Nascimento   | Maria Cláudia Batista (Cacau)                               |
| Caco Ciocler         | Edgar Athayde dos Santos                                    |
| Maria Luísa Mendonça | Karen Michele Athayde                                       |
| Odilon Wagner        | Severo Athayde                                              |
| Claudia di Moura     | Josefa dos Santos (Zefa)                                    |
| Giovanna Lancellotti | Rochelle Athayde                                            |
| José de Abreu        | Domício Falcão (Dodô)                                       |
| Arlete Salles        | Nazira Yunes Falcão (Naná)                                  |
| Armando Babaioff     | Ionan Yunes Falcão                                          |
| Nanda Costa          | Maura Câmara                                                |
| Carol Fazu           | Selma Santino                                               |
| Roberta Rodrigues    | Doralice do Nascimento                                      |
| Luis Lobianco        | Clóvis Yunes Falcão (Clovinho)                              |
| Thalita Carauta      | Gorete Afonso Falcão                                        |
| Pablo Morais         | Tomé                                                        |
| Francisco Cuoco      | Nestor Maranhão                                             |
| Kelzy Ecard          | Eunice Câmara (Nice)                                        |
| Roberto Bonfim       | Agenor Câmara                                               |
| Dan Ferreira         | Acácio Pereira                                              |
| Osmar Silveira       | Narciso Garcia                                              |
| Narcival Rubens      | Rossini Pereira Galdino (Galdino)                           |
| André Dias           | Groa Stevens do Nascimento (Gringo)                         |
| Ciro Sales           | Eduarlison Moreira (Du Love)                                |
| Hugo Moura           | Robinson Ribeiro (Robinho)                                  |
| Robertha Portella    | Ariadna                                                     |
| Camila Lucciola      | Katiandrea                                                  |
| Milla Araújo         | Fabiana                                                     |
| Drayson Menezes      | Wander                                                      |
| Dja Marthins         | Quitéria                                                    |
| Carlos Betão         | Delegado Viana                                              |
| Ariane Souza         | Rosimeire Toledo (Meire)                                    |
| Ella Nascimento      | Ludmilla Paixão (Ludi)                                      |
| Renan Motta          | Márcio Vítor                                                |
| Jean Amorim          | Carlinhos                                                   |
| Gabriela Moreyra     | Renata Troiano (Renatinha)                                  |
| Davi Queiroz         | Teobaldo (Badu)                                             |
| Ícaro Zulu           | Domício do Nascimento Falcão Neto (Doni)                    |
| Tarsila Lima         | Júnia do Nascimento Falcão                                  |
| Ygor Marçal          | Tupã                                                        |

### Participações especiais
| Intérprete           | Personagem                        |
| -------------------- | --------------------------------- |
| Renata Sorrah        | Dulce Bottini                     |
| Cássia Kis           | Claudine Athayde                  |
| Tuca Andrada         | Juarez Garcia                     |
| Ingra Lyberato       | Fátima Garcia                     |
| João Acaiabe         | Alaor do Nascimento (Pai Didico)  |
| Raissa Xavier        | Roberta Garcia (Berta)            |
| Paulo Borges         | Edilei Pereira dos Santos         |
| Zeca de Abreu        | Januária                          |
| Sarito Rodrigues     | Drª. Guerra                       |
| Ana Miranda          | Irmã Felipa                       |
| Valdo Boaventura     | Belmiro Santos dos Anjos          |
| Murilo Sampaio       | DJ Guto                           |
| Licínio Januário     | Dominick Lundala                  |
| Lucélia Pontes       | Emily / Jennifer                  |
| Jayme Periard        | Vicente                           |
| Jackson Costa        | Lourival                          |
| Rafaelle Casuccio    | Alexis                            |
| Juliana Nalú         | Marina                            |
| Fábio Scalon         | Quinho                            |
| Cintia Rosa          | Policial Agatha                   |
| Lidi Lisboa          | Policial Suely                    |
| Lui Mendes           | Dr. Oswaldo                       |
| Cláudia Lira         | Glorinha Tibiriçá                 |
| Rosana Penna         | Alda Maria                        |
| Luciano Quirino      | Dr. Cícero                        |
| Dody Só              | Djalma (Djalminha)                |
| Fernando Sampaio     | Policial Jackson Pereira          |
| Aldri Anunciação     | Artur                             |
| Paulo Verlings       | Caveirão                          |
| Saulo Rodrigues      | Bóris                             |
| Leandro Daniel       | Natalino                          |
| Marília Coelho       | Jurema                            |
| Selma Lopes          | Dona Eugênia Pereira              |
| Jandir Ferrari       | Juiz Eurípides                    |
| Sylbeth Soriano      | Amália                            |
| Alexandre Moreno     | Alexandre                         |
| Tairone Vale         | Delegado Nolasco                  |
| Paulo Bellei         | Junior (Juninho)                  |
| Natto Ferreira       | André                             |
| Adriana Valdevina    | Neusa                             |
| Arlinda Lima Di Baio | Maria                             |
| Neiva Cristal        | Dona Madalena                     |
| Rafael Medrado       | Morreu                            |
| Marcelo Flores       | Tonelada                          |
| Mariah da Penha      | Cleide (Cleidinha)                |
| Rose Lima            | Martinha de Ogum                  |
| Hela Castro          | Cândida Morais (Dona Candinha)    |
| Gilberto Hernadez    | Juiz no caso de Luzia             |
| Kenya Costta         | Médica na clínica de fertilização |
| Thales Miranda       | Ícaro (criança)                   |
| Rafaela Brasil       | Manu (criança)                    |
| Daniela Mercury      | Ela mesma                         |
| Dandan Firmo         | Ela mesma                         |
| Fátima Bernardes     | Ela mesma                         |
| Ana Maria Braga      | Ela mesma                         |

## Produção
Inicialmente o título seria De Volta pra Casa, porém foi alterado para Segundo Sol após a escolha da canção-tema. João Emanuel Carneiro começou a escrever a sinopse da novela em outubro de 2016. Em janeiro de 2017 a sinopse foi apresentada para a direção e aprovada, dando aval positivo para que o autor continuasse desenvolvendo a história e entrasse em fase de pré-produção para o ciclo entre 2018 e 2019. A aprovação uma novela passada na Bahia foi uma decisão estratégica, uma vez que era um estado onde a TV Globo não atingia mais o primeiro lugar há anos, ficando na vice-liderança, atrás das produções da RecordTV, buscando com uma produção local recuperar a posição.

### Gravações

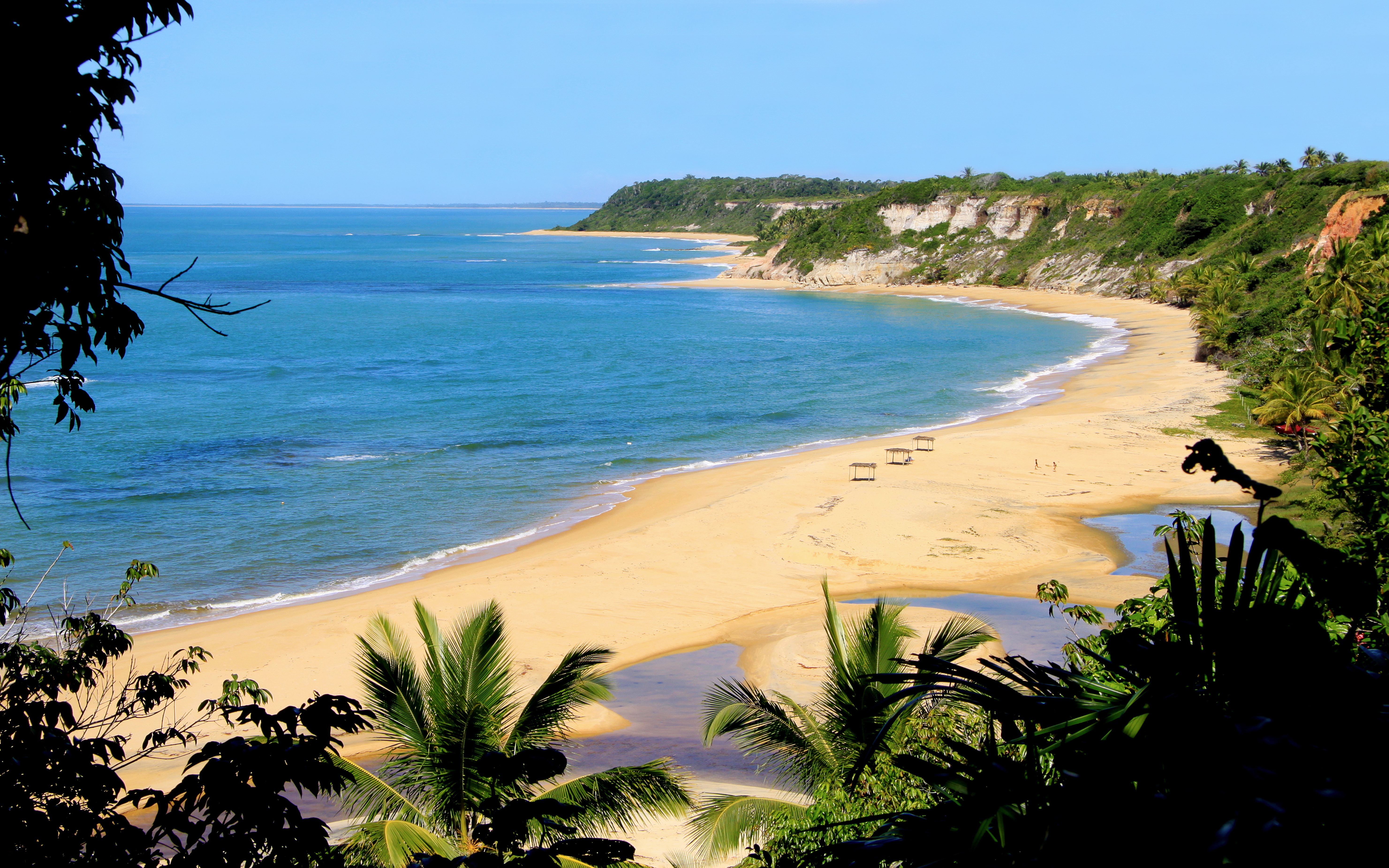
As gravações da primeira fase ocorreram em Trancoso, que simularam as praias da Ilha de Boipeba.

Em outubro de 2017 a equipe de cenografia foi enviada para a Bahia para buscar pequenos vilarejos com beleza natural preservada para que fossem gravadas as cenas da primeira fase. Apesar da sinopse da primeira fase se passar na Ilha de Boipeba, na cidade de Cairu, a produção decidiu não gravar diretamente no local pela falta de estrutura para levar os equipamentos, optando por registrar as cenas em outra cidade simulando a ilha. A cidade escolhida foi Caraíva, porém a equipe enfrentou dificuldades, uma vez que o Conselho Ambiental Municipal de Caraíva se colocou contra as gravações, temendo que expor o local a nível nacional pudesse atrair um turismo exagerado e gerar degradação do patrimônio ambiental. Para decidir o impasse, o Conselho instaurou um referendo, no qual 88% dos moradores também votaram contra o local servir de cenário para as gravações.
Em 7 de dezembro de 2017 foi definido que as gravações ocorreriam em Trancoso, vilarejo de Porto Seguro, o qual já havia se beneficiado com o turismo trazido pela gravação do DVD Acústico em Trancoso, de Ivete Sangalo em 2016, e que estava receptiva à equipe da novela.  As duas casas utilizadas pelos protagonistas não eram cenográficas, sendo realmente construídas na beira da praia especialmente para as gravações e doadas para moradores locais após o encerramento. Em fevereiro, Emilio Dantas, Deborah Secco e Adriana Esteves viajaram à Salvador para gravar as primeiras cenas da novela durante o Carnaval de 2018. Em março, além dos três, Giovanna Antonelli, Vladimir Brichta, Arlete Salles, José de Abreu, Fabiula Nascimento, Armando Babaioff e Luis Lobianco também se deslocaram para o estado para as gravações da primeira fase em Salvador e Trancoso. A cidade cenográfica foi construída nos Estúdios Globo com 17m², compilando as casas dos personagens, além da réplica do bairro soteropolitano de Santo Antônio.

### Escolha do elenco
Giovanna Antonelli chegou a ser convidada informalmente pelo autor para interpretar Luzia, porém a decisão foi vetada pela emissora, que queria uma atriz afro-brasileira para o papel. Camila Pitanga foi então a primeira convidada oficialmente – tanto por ser negra e com descendência nordestina, quanto por já ter experiência na novela baiana Porto dos Milagres –, porém a atriz recusou o convite, alegando que ainda não estava pronta para voltar aos estúdios por estar ainda emocionalmente abalada com a morte de Domingos Montagner durante as gravações de Velho Chico. Taís Araújo foi chamada na sequência, mas também não aceitou por preferir se dedicar ao seriado Mister Brau. Emanuelle Araújo, que, apesar de ser branca, era natural de Salvador, era a próxima opção, mas o autor insistiu para que Giovanna fosse escalada, alegando que era sua escolhida, e a atriz acabou sendo efetivada, apesar do contragosto da equipe. A escolha gerou diversas críticas do público, acusando a emissora de "branquear a Bahia" e comparando o ocorrido em Sol Nascente, quando Giovanna também foi escalada para interpretar a filha de orientais no lugar de Daniele Suzuki.
Cauã Reymond foi reprovado nos testes para viver o protagonista Beto Falcão por não ter a expressão corporal necessária para um cantor carnavalesco. O ator chegou a negar que havia sido reprovado, porém a emissora já havia sido confirmado a informação. Emilio Dantas foi escolhido para o papel após a boa repercussão de A Força do Querer. Rodrigo Lombardi iria interpretar Remy, porém Vladimir Brichta ficou com o papel. Carol Castro foi escalada para viver Doralice, mas foi substituída por Roberta Rodrigues, uma vez que a direção havia notado que havia poucos atores negros no elenco principal. José de Abreu foi escalado para viver Dodô, pai do protagonista, porém logo após foi substituído por Otávio Augusto. Otávio, no entanto, teve que se retirar da novela após sofrer um acidente que o deixaria imobilizado por alguns meses, sendo que José retornou para o papel. Herson Capri foi confirmado como Nestor, porém a direção considerou que o ator tinha uma imagem muito jovem para formar um triângulo amoroso com Arlete Salles e José de Abreu, substituindo-o por Francisco Cuoco.
Confirmado como Severo, Stênio Garcia foi substituído por Odilon Wagner por ter um perfil muito envelhecido para o papel. Já Suzana Faini faria a participação especial como Claudine, mas foi substituída sem motivos revelados por Natália do Vale. Natália, porém, precisou fazer uma cirurgia no quadril e deixou o elenco, sendo substituída por Cássia Kis. André Frateschi havia sido convidado no talent show Popstar para viver o islandês Groa, mas desistiu do papel para se dedicar ao cinema. André Dias deixou o elenco de Apocalipse, na RecordTV, para ficar com o personagem. Monica Iozzi foi escalada para interpretar Gorete, mais prefiriu recusar a personagem para se desvencilhar dos papéis cômicos, sendo substituída por Thalita Carauta.
Para uma participação como a mãe da antagonista Laureta, Renata Sorrah, Ana Rosa, Joana Fomm e Ângela Vieira foram as opções selecionadas pela direção, sendo que a primeira foi escolhida pelo autor.

## Exibição
Segundo Sol estava escalada para entrar no ar a partir do segundo semestre de 2018, após O Sétimo Guardião de Aguinaldo Silva que iria substituir O Outro Lado do Paraíso, de Walcyr Carrasco, em março. No entanto, a novela foi antecipada após a desistência de Aguinaldo em lançar sua trama por acusação de plágio. Posteriormente, a estreia de Segundo Sol foi fixada para o mês de maio. As primeiras chamadas de Segundo Sol começaram a ser exibidas em 17 de abril. Com narração de Emílio Dantas, o protagonista Beto Falcão, destaca no teaser: "Tudo pode ser transformado. Tudo que se perdeu, pode existir de novo, de outro jeito. Inventando. Reconstruído de outra forma. Só depende de você. Só você pode dar uma nova chance para sua vida", abordando sua história. O clipe de divulgação da telenovela foi liberado no dia 26 de abril junto a coletiva de imprensa que ocorreu nos Estúdios Globo. A estreia ocorreu no dia 14 de maio e recebeu autoclassificação de "não recomendada para menores de 14 anos".

### Exibição internacional
A estreia da telenovela no mercado latino ocorreu no dia 10 de junho de 2019 no Panamá, pela TVN. No entanto, o título da novela foi alterado pelo canal panamenho para Segunda Oportunidad. Em Moçambique, a telenovela estreou em 5 de agosto de 2019 no canal STV. Já, em 12 de agosto de 2019, a telenovela estreou no Uruguai pela Teledoce, sob o nome original de vendas para o mercado internacional Nuevo Sol, para substituir a telenovela O Outro Lado do Paraíso, assim como fez no Brasil. Em março de 2020, a telenovela estreou no canal La Première, para os departamentos ultramarinos franceses, sob o título Seconde Chance.

## Recepção

### Audiência
Em seu primeiro capítulo exibido em 14 de maio a novela registrou 35 pontos em São Paulo, mesma média de estreia de O Outro Lado do Paraíso. Já no Rio de Janeiro, sua estreia registrou 37 pontos, melhor média desde 2016. No Recife a novela conquistou 34,2 pontos.
Seu segundo capítulo exibido em 15 de maio manteve os 35 pontos de média, fato que não acontecia desde Império, pois as novelas subsequentes perderam público já no dia seguinte à estreia.
Em seu terceiro capítulo a novela registrou 31 pontos, índice considerado dentro dos padrões para um dos dias onde a duração das novelas é menor por conta das transmissões das partidas de futebol. Mas no seu quarto capítulo a novela registrou sua primeira menor média até então com 29,5 pontos.
Bateu recorde negativo no sexto capítulo exibido em 19 de maio registrando 24 pontos de média. Ao todo a novela registrou em sua primeira semana média de 31 pontos, sendo essa a terceira melhor média dos seis primeiros capítulos desde 2014.
Apesar de se manter estável no IBOPE com médias entre 30 e 34 pontos, a novela manteve média inferior entre as antecessoras O Outro Lado do Paraíso e A Força do Querer que em suas semanas seguintes tinham média de 40 pontos. A maior audiência da trama até o momento foi de 35 pontos registrada em 7 de agosto, no dia da estreia e no segundo capítulo.
Em 14 de agosto bate seu primeiro recorde chegando aos 36 pontos com a cena da visita de Karola (Deborah Secco) ao hospital em que Luzia (Giovanna Antonelli) está internada ao ponto de lhe fazer um acordo.
Em 27 de agosto bate recorde com 36,5 pontos com a cena em que Beto Falcão (Emilio Dantas) garante a família e para Karola que irá revelar sua verdadeira identidade ao mundo para salvar Luzia da condenação e a descoberta de Edgar (Caco Ciocler) sobre sua paternidade.
Em 3 de setembro chegou aos 38 pontos com a cena do embate entre Remy (Vladimir Brichta) e Karola.
Em 15 de outubro bate recorde com 39 pontos com a cena em que Luzia descobre que Valentim (Danilo Mesquita) é o seu filho biológico com Beto Falcão.  Com a sequência da cena contendo a revelação do segredo a Beto Falcão exibido em 16 de outubro a trama registrou pela primeira vez seus 40 pontos de média.
Em 29 de outubro a trama chega aos 41 pontos em São Paulo e 45 pontos no Rio de Janeiro, com a cena do confronto entre Laureta e Remy enquanto sua mãe Dulce (Renata Sorrah) ateia fogo em seu dinheiro.
Em 6 de novembro bateu seu recorde máximo ao chegar nos 42 pontos.
Contrariando o que acontece normalmente com as novelas das nove, a novela não bateu seu próprio recorde no último capítulo. O desfecho da trama, na sexta-feira 9 de novembro, teve 41,0 pontos de média na Grande São Paulo.
A novela teve uma média geral de 34 pontos, uma queda considerável em relação ao registrado pelas antecessoras O Outro Lado do Paraíso (39 pontos) e A Força do Querer (36 pontos).

## Prêmios e indicações
| Ano  | Prêmio                    | Categoria                     | Indicado                                       | Resultado | Ref.            |
| ---- | ------------------------- | ----------------------------- | ---------------------------------------------- | --------- | --------------- |
| 2018 | Troféu APCA               | Melhor Atriz de Televisão     | Adriana Esteves                                | Indicada  | [ 122 ] [ 123 ] |
| 2018 | Troféu APCA               | Melhor Atriz de Televisão     | Letícia Colin                                  | Indicada  | [ 122 ] [ 123 ] |
| 2018 | Melhores do Ano           | Melhor Atriz de Novela        | Deborah Secco                                  | Indicada  | [ 124 ]         |
| 2018 | Melhores do Ano           | Melhor Atriz de Novela        | Giovanna Antonelli                             | Venceu    | [ 124 ]         |
| 2018 | Melhores do Ano           | Melhor Ator de Novela         | Emilio Dantas                                  | Indicado  | [ 124 ]         |
| 2018 | Melhores do Ano           | Melhor Ator de Novela         | Vladimir Brichta                               | Indicado  | [ 124 ]         |
| 2018 | Melhores do Ano           | Melhor Atriz Coadjuvante      | Giovanna Lancellotti                           | Indicada  | [ 124 ]         |
| 2018 | Melhores do Ano           | Melhor Atriz Coadjuvante      | Letícia Colin                                  | Venceu    | [ 124 ]         |
| 2018 | Melhores do Ano           | Melhor Ator Coadjuvante       | Chay Suede                                     | Venceu    | [ 124 ]         |
| 2018 | Melhores do Ano           | Melhor Ator Coadjuvante       | Fabrício Boliveira                             | Indicado  | [ 124 ]         |
| 2018 | Melhores do Ano           | Melhor Atriz Revelação        | Claudia di Moura                               | Indicada  | [ 124 ]         |
| 2018 | Melhores do Ano           | Melhor Atriz Revelação        | Kelzy Ecard                                    | Indicada  | [ 124 ]         |
| 2018 | Melhores do Ano           | Melhor Ator Revelação         | Luis Lobianco                                  | Venceu    | [ 124 ]         |
| 2018 | Melhores do Ano           | Melhor Ator Revelação         | Narcival Rubens                                | Indicado  | [ 124 ]         |
| 2018 | Melhores do Ano           | Personagem do Ano             | Adriana Esteves                                | Receptora | [ 124 ]         |
| 2018 | Melhores do Ano           | Melho Ator/Atriz Mirim        | Davi Queiroz                                   | Venceu    | [ 124 ]         |
| 2018 | Prêmio F5                 | Melhor Novela                 | João Emanuel Carneiro                          | 2º lugar  | [ 125 ]         |
| 2018 | Prêmio F5                 | Melhor Ator                   | Fabrício Boliveira                             | Venceu    | [ 125 ]         |
| 2018 | Prêmio F5                 | Melhor Ator                   | Roberto Bonfim                                 | 5º lugar  | [ 125 ]         |
| 2018 | Prêmio F5                 | Melhor Atriz                  | Adriana Esteves                                | Venceu    | [ 125 ]         |
| 2018 | Prêmio F5                 | Melhor Atriz                  | Letícia Colin                                  | 5º lugar  | [ 125 ]         |
| 2018 | Prêmio F5                 | Ator/Atriz Mirim              | Davi Queiroz                                   | 3º lugar  | [ 125 ]         |
| 2018 | Prêmio F5                 | Melhor Atriz/Ator Revelação   | Claudia di Moura                               | 4º lugar  | [ 125 ]         |
| 2018 | Prêmio F5                 | Melhor Atriz/Ator Revelação   | Luis Lobianco                                  | 5º lugar  | [ 125 ]         |
| 2018 | Prêmio Contigoǃ Online    | Melhor Novela                 | João Emanuel Carneiro                          | Indicado  | [ 126 ]         |
| 2018 | Prêmio Contigoǃ Online    | Melhor Atriz de Novela        | Adriana Esteves                                | Indicado  | [ 126 ]         |
| 2018 | Prêmio Contigoǃ Online    | Melhor Atriz de Novela        | Deborah Secco                                  | Indicado  | [ 126 ]         |
| 2018 | Prêmio Contigoǃ Online    | Melhor Atriz de Novela        | Giovanna Antonelli                             | Indicado  | [ 126 ]         |
| 2018 | Prêmio Contigoǃ Online    | Melhor Ator de Novela         | Emilio Dantas                                  | Indicado  | [ 126 ]         |
| 2018 | Prêmio Contigoǃ Online    | Melhor Ator de Novela         | Vladimir Brichta                               | Indicado  | [ 126 ]         |
| 2018 | Prêmio Contigoǃ Online    | Melhor Atriz Coadjuvante      | Fabíula Nascimento                             | Indicado  | [ 126 ]         |
| 2018 | Prêmio Contigoǃ Online    | Melhor Atriz Coadjuvante      | Giovanna Lancellotti                           | Indicado  | [ 126 ]         |
| 2018 | Prêmio Contigoǃ Online    | Melhor Atriz Coadjuvante      | Letícia Colin                                  | Indicado  | [ 126 ]         |
| 2018 | Prêmio Contigoǃ Online    | Melhor Atriz Coadjuvante      | Nanda Costa                                    | Indicado  | [ 126 ]         |
| 2018 | Prêmio Contigoǃ Online    | Melhor Ator Coadjuvante       | Chay Suede                                     | Indicado  | [ 126 ]         |
| 2018 | Prêmio Contigoǃ Online    | Melhor Ator Coadjuvante       | Danilo Mesquita                                | Indicado  | [ 126 ]         |
| 2018 | Prêmio Contigoǃ Online    | Melhor Ator Coadjuvante       | Fabrício Boliveira                             | Indicado  | [ 126 ]         |
| 2018 | Prêmio Contigoǃ Online    | Revelações do Ano na TV       | Claudia di Moura                               | Indicado  | [ 126 ]         |
| 2018 | Prêmio Contigoǃ Online    | Revelações do Ano na TV       | Luis Lobianco                                  | Indicado  | [ 126 ]         |
| 2018 | Prêmio Contigoǃ Online    | Melhor Artista Mirim          | Davi Queiroz                                   | Indicado  | [ 126 ]         |
| 2018 | Prêmio Extra de Televisão | Melhor Novela                 | João Emanuel Carneiro                          | Indicado  | [ 127 ]         |
| 2018 | Prêmio Extra de Televisão | Melhor Ator                   | Emilio Dantas                                  | Indicado  | [ 127 ]         |
| 2018 | Prêmio Extra de Televisão | Melhor Ator Coadjuvante       | Armando Babaioff                               | Indicado  | [ 127 ]         |
| 2018 | Prêmio Extra de Televisão | Melhor Ator Coadjuvante       | Chay Suede                                     | Indicado  | [ 127 ]         |
| 2018 | Prêmio Extra de Televisão | Melhor Ator Coadjuvante       | Fabrício Boliveira                             | Indicado  | [ 127 ]         |
| 2018 | Prêmio Extra de Televisão | Melhor Atriz Coadjuvante      | Fabiula Nascimento                             | Indicado  | [ 127 ]         |
| 2018 | Prêmio Extra de Televisão | Melhor Atriz Coadjuvante      | Letícia Colin                                  | Indicado  | [ 127 ]         |
| 2018 | Prêmio Extra de Televisão | Revelação                     | Claudia di Moura                               | Indicado  | [ 127 ]         |
| 2018 | Prêmio Extra de Televisão | Revelação                     | Kelzy Ecard                                    | Indicado  | [ 127 ]         |
| 2018 | Prêmio Extra de Televisão | Revelação                     | Luis Lobianco                                  | Indicado  | [ 127 ]         |
| 2018 | Prêmio Extra de Televisão | Tema de Novela                | "Axé Pelô", Emilio Dantas                      | Indicado  | [ 127 ]         |
| 2018 | Prêmio Extra de Televisão | Tema de Novela                | "Sal na Pele", Luis Lobianco & Thalita Carauta | Indicado  | [ 127 ]         |
| 2018 | Prêmio TV Foco            | Melhor Novela                 | Segundo Sol                                    | Indicado  |                 |
| 2018 | Prêmio TV Foco            | Melhor Autor                  | João Emanuel Carneiro                          | Indicado  |                 |
| 2018 | Prêmio TV Foco            | Melhor Ator                   | Vladimir Brichta                               | Venceu    |                 |
| 2018 | Prêmio TV Foco            | Melhor Atriz                  | Adriana Esteves                                | Venceu    |                 |
| 2018 | Prêmio TV Foco            | Melhor Ator/Atriz Coadjuvante | Letícia Colin                                  | Venceu    |                 |
| 2018 | Prêmio TV Foco            | Melhor Ator/Atriz Coadjuvante | Chay Suede                                     | Indicado  |                 |
| 2018 | Prêmio TV Foco            | Melhor Ator/Atriz Coadjuvante | Renata Sorrah                                  | Indicado  |                 |
| 2018 | Prêmio TV Foco            | Melhor Ator Mirim             | Davi Queiroz                                   | Indicado  |                 |
| 2018 | Prêmio TV Foco            | Revelação                     | Claudia di Moura                               | Indicado  |                 |
| 2018 | Prêmio TV Foco            | Revelação                     | Kelzy Ecard                                    | Indicado  |                 |
| 2019 | Troféu Imprensa           | Melhor Novela                 | João Emanuel Carneiro                          | Indicado  |                 |
| 2019 | Troféu Imprensa           | Melhor Atriz                  | Adriana Esteves                                | Venceu    |                 |
| 2019 | Troféu Imprensa           | Melhor Ator                   | Chay Suede                                     | Venceu    |                 |
| 2019 | Troféu Imprensa           | Melhor Ator                   | Vladimir Brichta                               | Indicado  |                 |
| 2019 | Troféu Internet           | Melhor Novela                 | João Emanuel Carneiro                          | Venceu    |                 |
| 2019 | Troféu Internet           | Melhor Atriz                  | Adriana Esteves                                | Indicado  |                 |
| 2019 | Troféu Internet           | Melhor Atriz                  | Deborah Secco                                  | Indicado  |                 |
| 2019 | Troféu Internet           | Melhor Atriz                  | Giovanna Antonelli                             | Indicado  |                 |
| 2019 | Troféu Internet           | Melhor Atriz                  | Leticia Colin                                  | Indicado  |                 |
| 2019 | Troféu Internet           | Melhor Ator                   | Chay Suede                                     | Indicado  |                 |
| 2019 | Troféu Internet           | Melhor Ator                   | Emilio Dantas                                  | Indicado  |                 |
| 2019 | Troféu Internet           | Melhor Ator                   | Vladimir Brichta                               | Indicado  |                 |
| 2019 | Troféu Internet           | Revelação                     | Claudia di Moura                               | Indicado  |                 |

## Controvérsias

#### Ausência de atores negros
Antes de sua estreia, a novela recebeu críticas por conta da pouca presença de atores negros no enredo da novela que se passa no estado da Bahia, onde grande parte da população é predominantemente negra. Logo após a exibição do trailer de estreia, muitos internautas usaram as redes sociais cobrando explicações da TV Globo e do autor João Emanuel Carneiro sobre as escolhas do elenco, o que repercutiu na imprensa. Por conta disso, o Ministério Público do Trabalho (MPT) do Rio de Janeiro protocolou uma notificação a emissora no dia 11 de maio pedindo uma edição no enredo da trama a fim de assegurar a participação de atores e atrizes negras na novela. Em comunicado a imprensa, a emissora afirmou que "respeita a diversidade e repudia qualquer tipo de preconceito e discriminação, inclusive o racial". Posteriormente, a emissora passou a dar destaque ao ator Fabrício Boliveira, que interpreta um dos personagens principais da novela, nas chamadas da trama. Esse caso teve inclusive repercussão internacional, com matéria publicada no jornal britânico The Guardian.

#### Falha na edição
Logo no primeiro capítulo, durante a exibição da cena em que o cantor Beto Falcão (Emilio Dantas) navega com Ícaro (Thales Nogueira), filho de Luzia (Giovanna Antonelli) em um barco, é possível perceber que aparece um homem deitado, mas gerando uma dúvida se era um operador de câmera/áudio ou se era um dos donos do barco que foi posto para dar segurança aos atores, sendo a segunda opção confirmada pela colunista do Jornal O Globo Patricia Kogut. Em seguida, no seu nono capítulo exibido em 23 de maio, é possível perceber que durante uma cena do personagem Roberval (Fabrício Boliveira) e de Laureta (Adriana Esteves), aparecem dois homens supostamente misteriosos através de um reflexo no espelho do cenário da casa da amante de Roberval. Após uma análise feita pelos críticos de televisão, junto a alguns telespectadores, foi confirmado que se tratavam de um câmera e um auxiliar de imagem que no momento captavam as imagens.

## Músicos fictícios

### Beto Falcão
Roberto Yunes Falcão mais conhecida pelo nome artístico Beto Falcão, é um cantor fictício baiano de Salvador, que fez sucesso na década de 90. Conquistou sucesso fulminante em âmbito nacional com o hit "Axé Pelô".
Após um período de ostracismo, Beto Falcão teve seu nome amplamente divulgado pela mídia ao ser uma das vítimas de um avião que partiu da Bahia rumo a Aracaju, onde o cantor faria um show. A notícia de sua morte foi repercutida em todo o Brasil, transformando Beto em uma 'lenda nacional'. A cantora Daniela Mercury cantou em seu velório.
20 anos depois, o povo baiano descobriu que Beto Falcão nunca havia morrido, pois perdeu o voo que teria o vitimado. Ele assumiu a identidade de Miguel Falcão e posteriormente tentou retomar a carreira com o pseudônimo Marçal. A notícia de que Beto estava vivo repercutiu mundialmente e até Hollywood quis fazer um filme sobre o cantor.
Beto participou do Encontro com Fátima Bernardes e lançou a  música  "Porto de Abraçar" (Amor é Leme), com uma pegada mais romântica em homenagem a sua amada Luzia. 
Beto Falcão também fez uma participação na novela Verão 90, que se passava nos anos 90, época em que o cantor estava na auge do sucesso.

### DJ Ariella
DJ Ariella, nome artístico de Ariella Arlesisla é uma DJ islandesa que fez muito sucesso no exterior entre os anos de 2000 e 2018. Na realidade, Ariella é o pseudônimo de Luzia Batista, baiana que fugiu de Bahia no ano novo de 1999 após fugir da cadeia, acusada de matar o marido. 
Manu era grande fã de Ariella e as duas conversavam pela internet, sem saber que ela era sua mãe. Disposta a reencontrar os filhos, Luzia decidiu voltar para o Brasil e se instalar em Salvador, onde Ariella abriu e realizou diversos shows de música eletrônica na companhia de vários outros DJs famosos.
Ao descobrir que seu grande amor Miguel é Beto Falcão, Luzia propôs uma parceria musical entre os dois.

## Música
A trilha sonora de Segundo Sol tem em sua composição regravações de sucessos da axé music, sob novos arranjos, além de algumas canções do mesmo gênero em suas versões originais. No dia da estreia da novela, foram lançados através da Som Livre os singles "Baianidade Nagô" (de Maria Gadú para a versão gravada pela primeira vez pela Bamdamel), "Beija-Flor" (de Johnny Hooker para a original de Timbalada), "Beleza Rara" (de Thiaguinho para a original da Banda Eva) e "Vem Meu Amor" (de Wesley Safadão para a original da Banda Eva). Além das regravações, foi lançada a inédita "Axé Pelô", música do personagem de Emilio Dantas, e "Swing All the Colors", regravação do duo de música eletrônica I KOKO para a original "Swing da Cor", de Daniela Mercury.

### Volume 1
A primeira trilha sonora da telenovela foi lançada em 1.º de junho de 2018, em formatos download digital e CD pela gravadora Som Livre, e contém a trilha nacional. A capa apresenta os protagonistas Giovanna Antonelli e Emilio Dantas, caracterizados como "Luzia/Ariella" e "Beto Falcão/Miguel".
Em 14 de maio de 2018, a canção "Axé Pelô", interpretada por Emília Dantas, foi lançada como single oficial da trilha sonora, na Deezer, Spotify e outras mídias.
| N.º            | Título                                  | Artista                                    | Duração |  |
| 1.             | "O Segundo Sol"                         | BaianaSystem e Cássia Eller                | 2:29    |  |
| 2.             | "Vem Meu Amor"                          | Wesley Safadão                             | 3:00    |  |
| 3.             | "Beleza Rara"                           | Thiaguinho                                 | 2:51    |  |
| 4.             | "Baianidade Nagô"                       | Maria Gadú                                 | 4:24    |  |
| 5.             | "O Mais Belo dos Belos"                 | Alcione                                    | 4:27    |  |
| 6.             | "Por Amor"                              | Zé Maria                                   | 3:13    |  |
| 7.             | "Um Canto de Afoxé para o Bloco do Ilê" | Caetano Veloso, Tom Veloso e Moreno Veloso | 2:25    |  |
| 8.             | "Afogamento"                            | Roberta Sá e Gilberto Gil                  | 4:05    |  |
| 9.             | "O Que Seria"                           | Carlinhos Brown                            | 4:19    |  |
| 10.            | "Você Passa Eu Acho Graça"              | Laila Garin e A Roda                       | 3:31    |  |
| 11.            | "Beija-Flor"                            | Johnny Hooker                              | 3:36    |  |
| 12.            | "Mal Acostumada"                        | Simone & Simaria                           | 2:46    |  |
| 13.            | "Beleza Pura"                           | Dream Team do Passinho                     | 2:12    |  |
| 14.            | "Axé Pelô"                              | Emilio Dantas                              | 3:38    |  |
| Duração total: | Duração total:                          | Duração total:                             | 47:54   |  |

### Volume 2
A segunda trilha sonora da telenovela foi lançada em 20 de julho de 2018, em formatos download digital e CD pela gravadora Som Livre. A capa apresenta os antagonistas Deborah Secco e Vladimir Brichta, caracterizados como "Karola" e "Remy".
| N.º | Título                                | Artista                      | Duração |  |
| 1.  | "Swing All the Colors"                | I Koko                       | 3:37    |  |
| 2.  | "Preciso de Você"                     | Sandy                        | 3:10    |  |
| 3.  | "Tá Amarrado"                         | OQuadro                      | 3:52    |  |
| 4.  | "Say Something" (com Chris Stapleton) | Justin Timberlake            | 4:38    |  |
| 5.  | "Matter of Time"                      | Sharon Jones & The Dap-Kings | 3:21    |  |
| 6.  | "Dueto" (com Clara Buarque)           | Chico Buarque                | 3:21    |  |
| 7.  | "Me Abraça"                           | Anavitória                   | 3:04    |  |
| 8.  | "Wild Hearts Can't Be Broken"         | P!nk                         | 3:18    |  |
| 9.  | "The Sky is a Neighborhood"           | Foo Fighters                 | 4:06    |  |
| 10. | "Pray"                                | Sam Smith                    | 3:58    |  |
| 11. | "Ginga" (com Rincon Sapiência)        | Iza                          | 3:01    |  |
| 12. | "No Roots"                            | Alice Merton                 | 3:55    |  |
| 13. | "Peligro" (Lagartijeando Remix)       | Gotan Project                | 4:19    |  |
| 14. | "Rapariga Não"                        | João Neto & Frederico        | 2:36    |  |
| 15. | "Rega"                                | Jammil                       | 2:44    |  |

### Volume 3
A terceira trilha sonora da telenovela foi lançada no dia 5 de setembro de 2018, em formatos download digital e CD pela gravadora Som Livre. A capa traz novamente o protagonista Emílio Dantas, que também canta a inédita "Porto de Abraçar". Por sua vez, a cantora Teresa Cristina faz uma regravação inédita da canção "Prefixo de Verão". Além das gravações inéditas o álbum traz clássicos da axé músic como "O Canto da Cidade" (de Daniela Mercury), "Aquele Frevo Axé" (de Gal Costa), "Milla" (de Netinho), "Faraó (Divindade do Egito)" (de Margareth Menezes), entre outras.
Em 7 de setembro de 2018, a canção "Porto de Abraçar", interpretada por Emília Dantas, foi lançada como single oficial da trilha sonora, na Deezer, Spotify e outras mídias.
| N.º | Título                                                                | Artista                                  | Duração |  |
| 1.  | "O Canto da Cidade"                                                   | Daniela Mercury                          | 3:23    |  |
| 2.  | "Prefixo de Verão"                                                    | Teresa Cristina                          | 3:16    |  |
| 3.  | "Milla"                                                               | Netinho                                  | 5:00    |  |
| 4.  | "Beautiful Lie" (Acoustic Version)                                    | Republica                                | 3:41    |  |
| 5.  | "Take Me Out"                                                         | Pierce Brothers                          | 3:45    |  |
| 6.  | "De Hombre a Hombre" (Instrumental)                                   | Gotan Project                            | 3:24    |  |
| 7.  | "Faraó (Divindade do Egito)/Natureza Egípcia"                         | Margareth Menezes                        | 3:51    |  |
| 8.  | "Aquele Frevo Axé"                                                    | Gal Costa                                | 3:50    |  |
| 9.  | "Honra ao Rei"                                                        | Letieres Leite                           | 8:23    |  |
| 10. | "Cozido da Patroa"                                                    | Solange Almeida                          | 2:45    |  |
| 11. | "Chame Gente" (participação especial Caetano Veloso e Moraes Moreira) | Armandinho e Trio Elétrico, Dodô E Osmar | 3:30    |  |
| 12. | "Porto de Abraçar"                                                    | Emílio Dantas                            | 1:41    |  |

### Instrumental
A trilha sonora instrumental da novela foi composta por Daniel Musy e Victor Pozas.
Faixas
1. Decolagem
2. Encruzilhada (feat. Rafael Langoni Smith)
3. Facho
4. Groa (feat. Rafael Langoni Smith)
5. Movimento (feat. Rafael Langoni Smith)
6. Outro Dia (feat. Hamilton de Holanda & Rafael Langoni Smith)
7. Luzia Triste (feat. Rafael Langoni Smith)
8. Afrotrance (feat. Rafael Langoni Smith)
9. Caluroso (feat. Fabricio Matos)
10. Infinito Amor (feat. Rafael Langoni Smith & Hamilton de Holanda)
11. Finado (feat. Rafael Langoni Smith)
12. Remy (feat. Rafael Langoni Smith)
13. Valentim (feat. Rafael Langoni Smith)
14. Fidem
15. Tango Cocodrilo (feat. Fabricio Matos)
16. Karola (feat. Rafael Langoni Smith)
17. Laureta (feat. Rafael Langoni Smith)
18. Intuição (feat. Rafael Langoni Smith)
19. Nova vida (feat. Rafael Langoni Smith)
20. Subindo a Ladeira
21. Pelourinho (feat. Rafael Langoni Smith)
22. Perigo Eminente (feat. Rafael Langoni Smith)
23. Rock Com Dendê (feat. Rafael Langoni Smith)
24. Ação Bahia
25. Bela Infância (feat. Rafael Langoni Smith)
26. Deception
27. Enigma
28. Impacto
29. Lampejo
30. Luce (feat. Rafael Langoni Smith)
31. Mala Suerte (feat. Fabricio Matos)
32. Pasado (feat. Fabricio Matos)
33. Outra Vida (feat. Rafael Langoni Smith)
34. Rosa
35. Segredo (feat. Rafael Langoni Smith)
36. Vielas (feat. Rafael Langoni Smith)
37. Vivaz
38. Fúria
39. Distante (feat. Rafael Langoni Smith)
40. Encontro
41. Luzia (feat. Rafael Langoni Smith)
42. Noite Fria (feat. Rafael Langoni Smith)
43. Orixás (feat. Rafael Langoni Smith)
44. Passo
45. Perdido
46. Perseguido
47. Pregresso
48. Rabo de Saia
49. Recomeço
50. Rosa Romântica
51. Safado
52. Salvador
53. Samba Triste
54. Propósito
55. Misterioso (feat. Rafael Langoni Smith)
56. Saudade
57. Santo Antônio
58. Perigando
59. Escondido (feat. Rafael Langoni Smith)
60. Cangaia

### Outras canções
Segundo Sol ainda conta com as seguintes canções
- "O Mundo É um Moinho", Cartola
- "Sal na Pele", Luis Lobianco (Clovinho) e Thalita Carauta (Gorete)
- "Quixabeira", Giovanna Antonelli e Emílio Dantas
- "Sangue Latino", Secos & Molhados (tema de Dulce)[52]
- "Marcha do Remador", Emilinha Borba